# گنبد سبز (مشهد)
گنبد سبز آرامگاه شیخ محمد مؤمن مشهدی مربوط به دوره صفویه است و در شهرستان مشهد، واقع شده و این اثر در تاریخ ۵ اردیبهشت ۱۳۵۶ با شمارهٔ ثبت ۱۳۷۰ به‌عنوان یکی از آثار ملی ایران به ثبت رسیده است.
بنای تاریخی گنبد سبز شهر مشهد، در خیابان آخوند خراسانی و در وسط میدانی به همین نام واقع شده است.
وجه تسمیه بنا گنبد مزین به کاشی کاری فیروزه‌ای متمایل به سبز آن می‌باشد. پلان گنبد سبز ۸ ضلعی و دارای ۴ ایوان است. علاوه بر ایوان و طاق نماها، کاشی کاری زیبای آن به بقعه جلوه خاص بخشیده است. گنبد سبز، مدفن شیخ محمد مؤمن عارف می‌باشد که احتمالاً در سال ۱۰۳۶ قمری بنیان و در سال‌های ۱۰۵۵ و ۱۰۵۸ تکمیل و تزئین شده است.
شرح زندگانی و کرامات شیخ محمد مؤمن مشهدی، در کتابی با عنوان «گنبد سبز مشهد» به قلم مهدی قربانی منتشر شده است. متن این کتاب به سه زبان فارسی، انگلیسی و عربی در یک جلد منتشر شده است و گفته شده است که می‌تواند مرجعی معتبر برای دانشجویان تاریخ و باستان‌شناسی برای کارهای پژوهشی و علمی باشد.

## نگارخانه

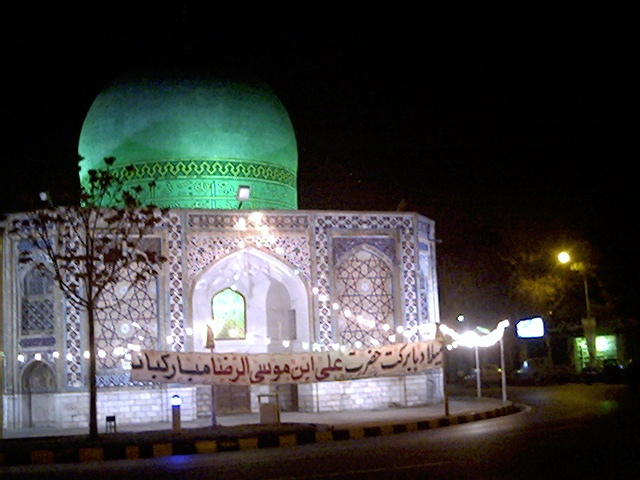
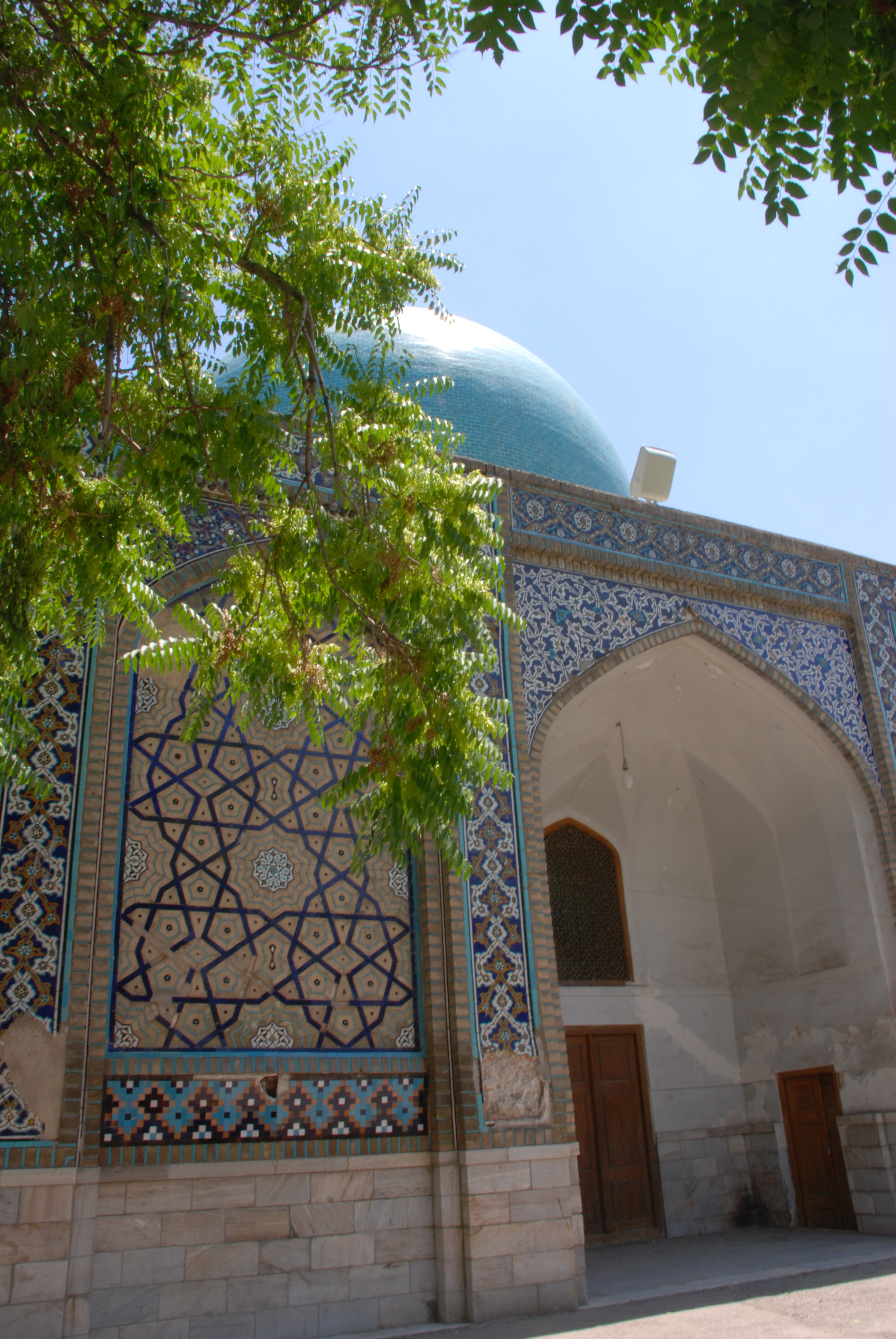
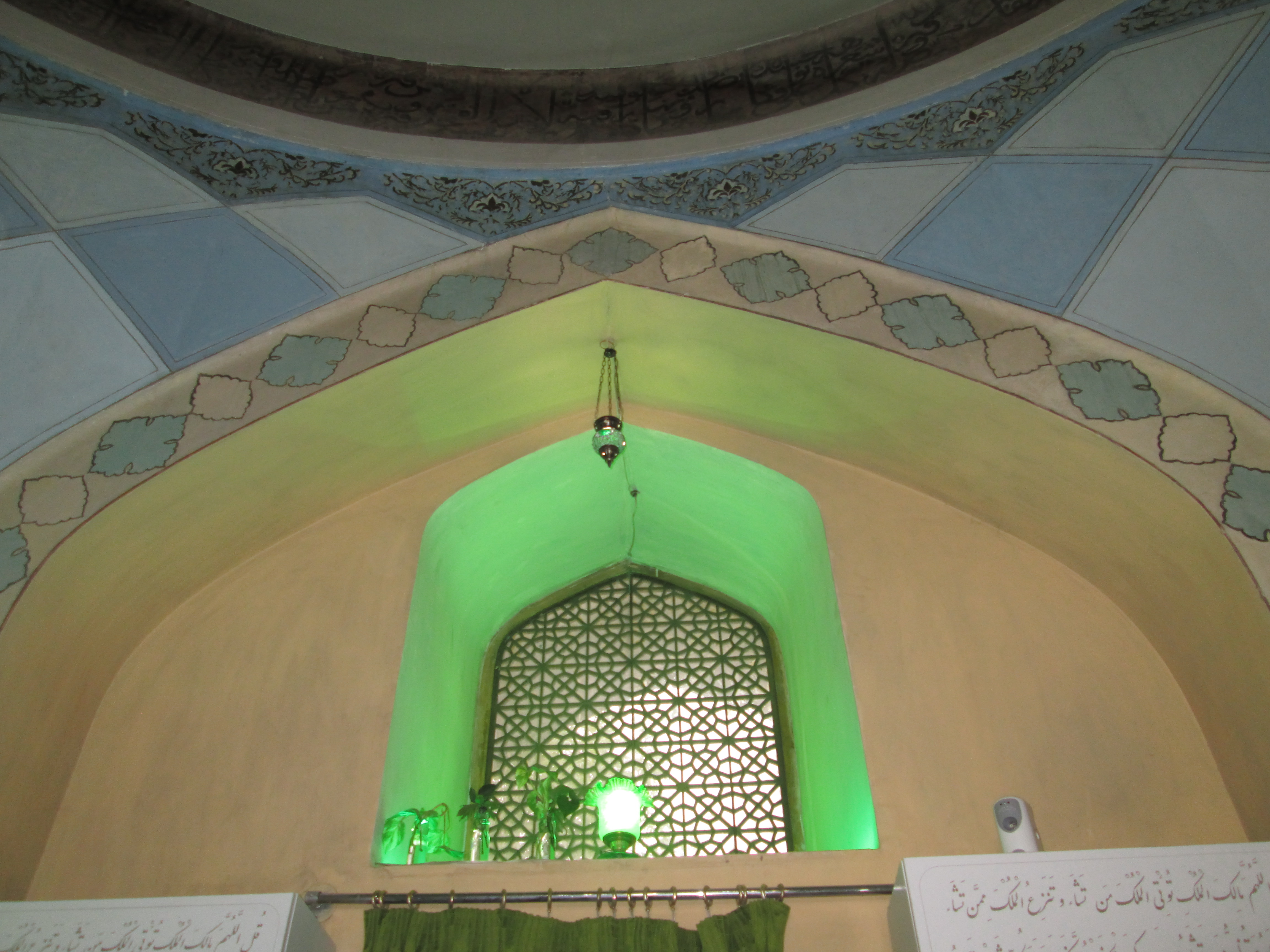
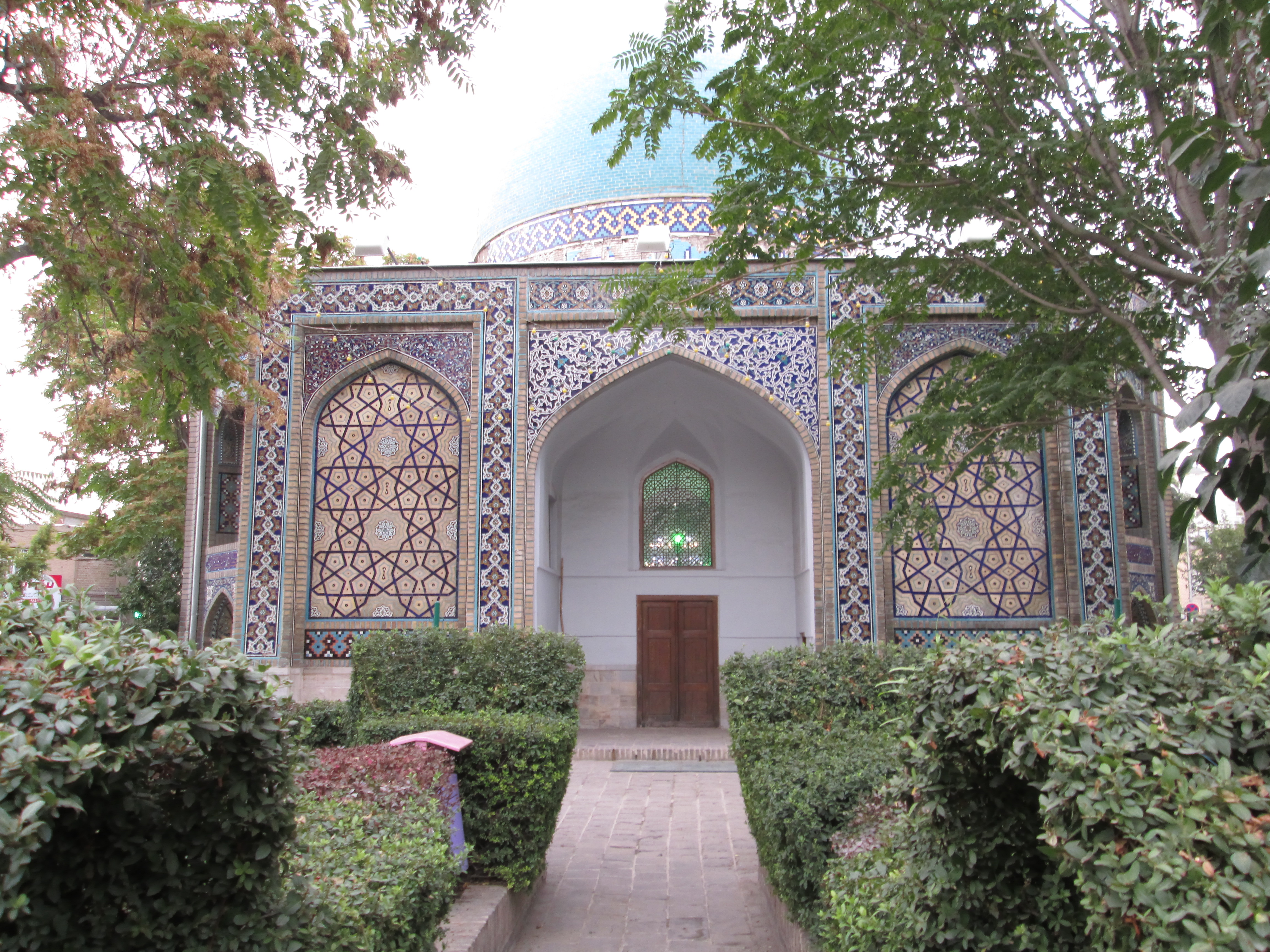
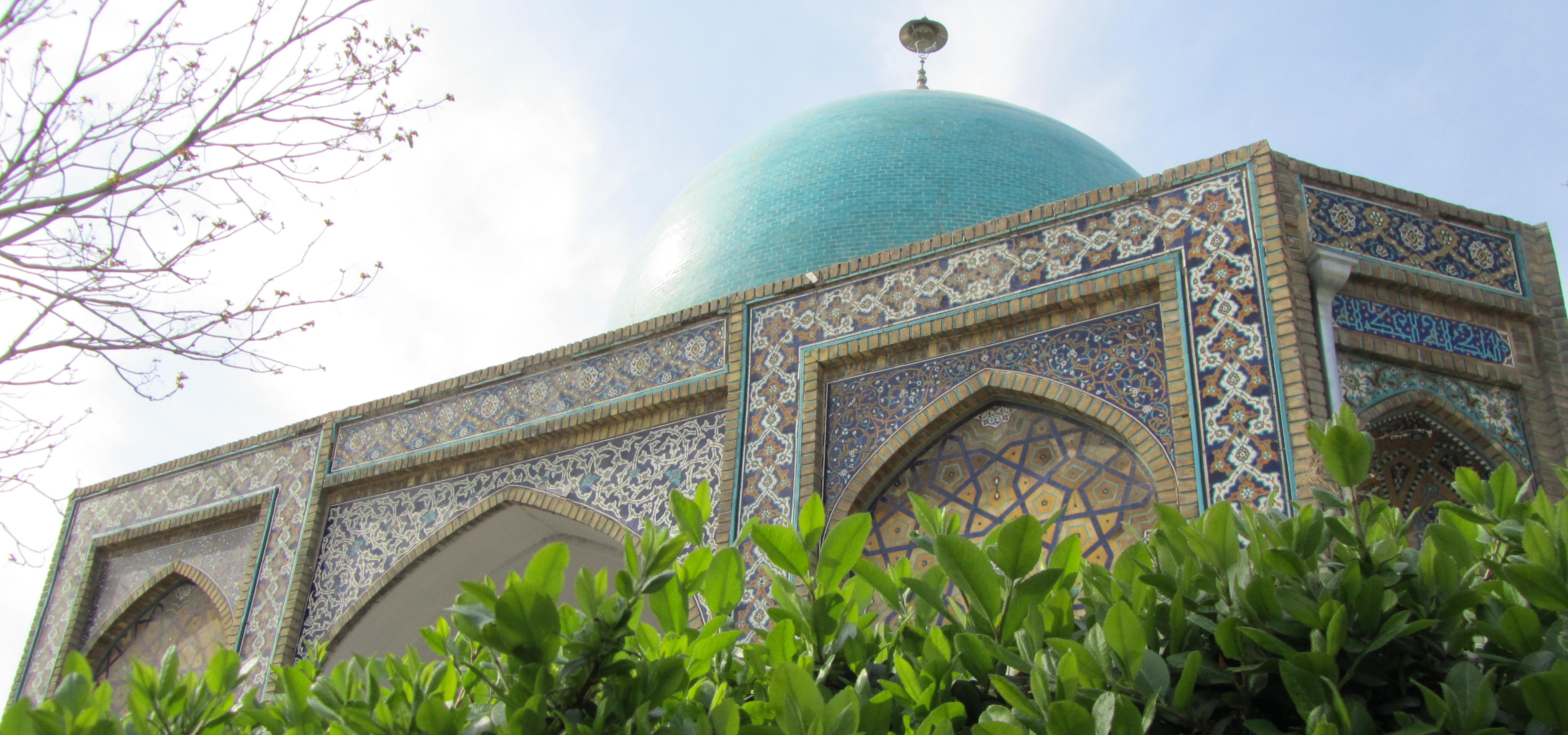
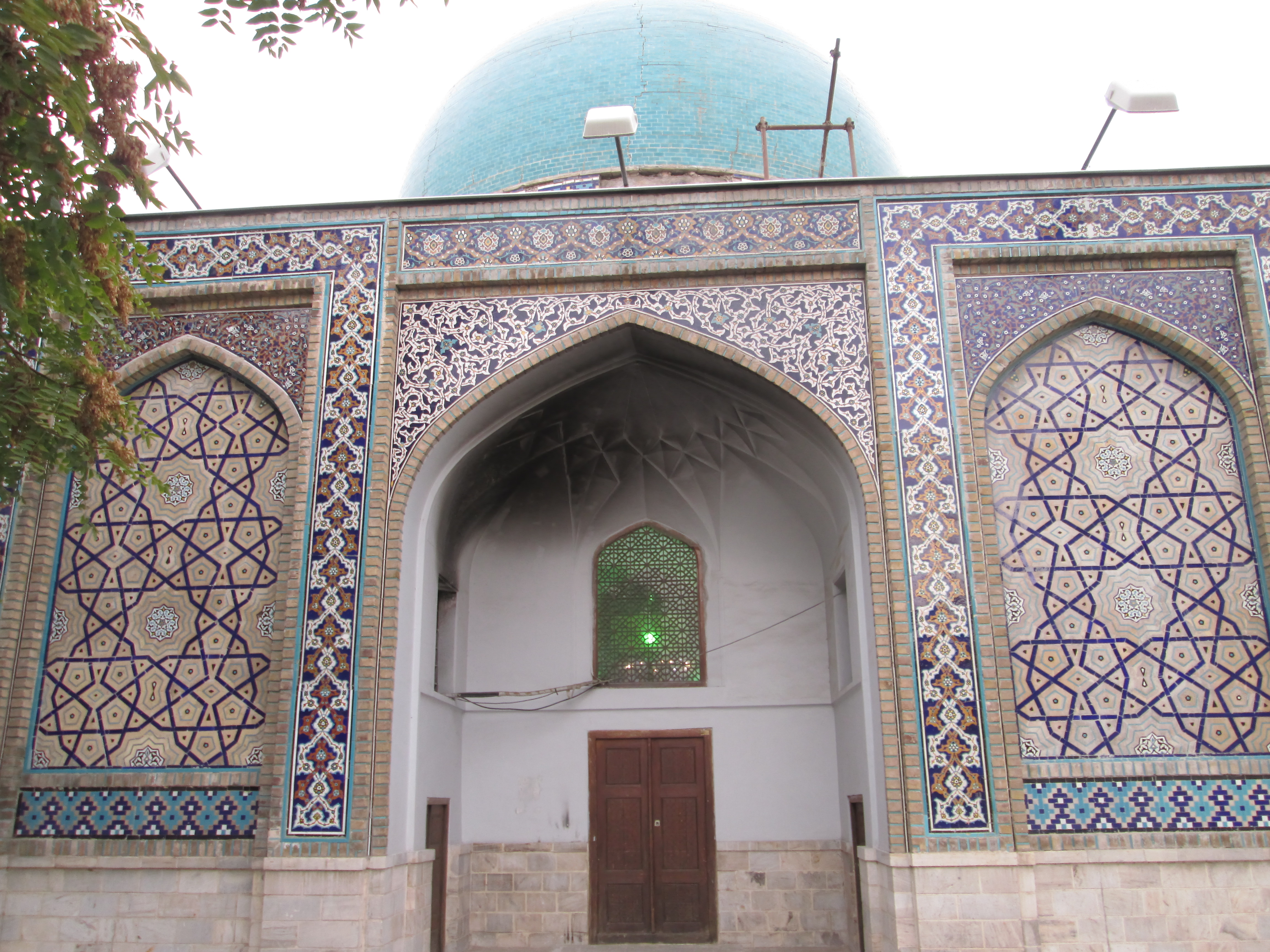
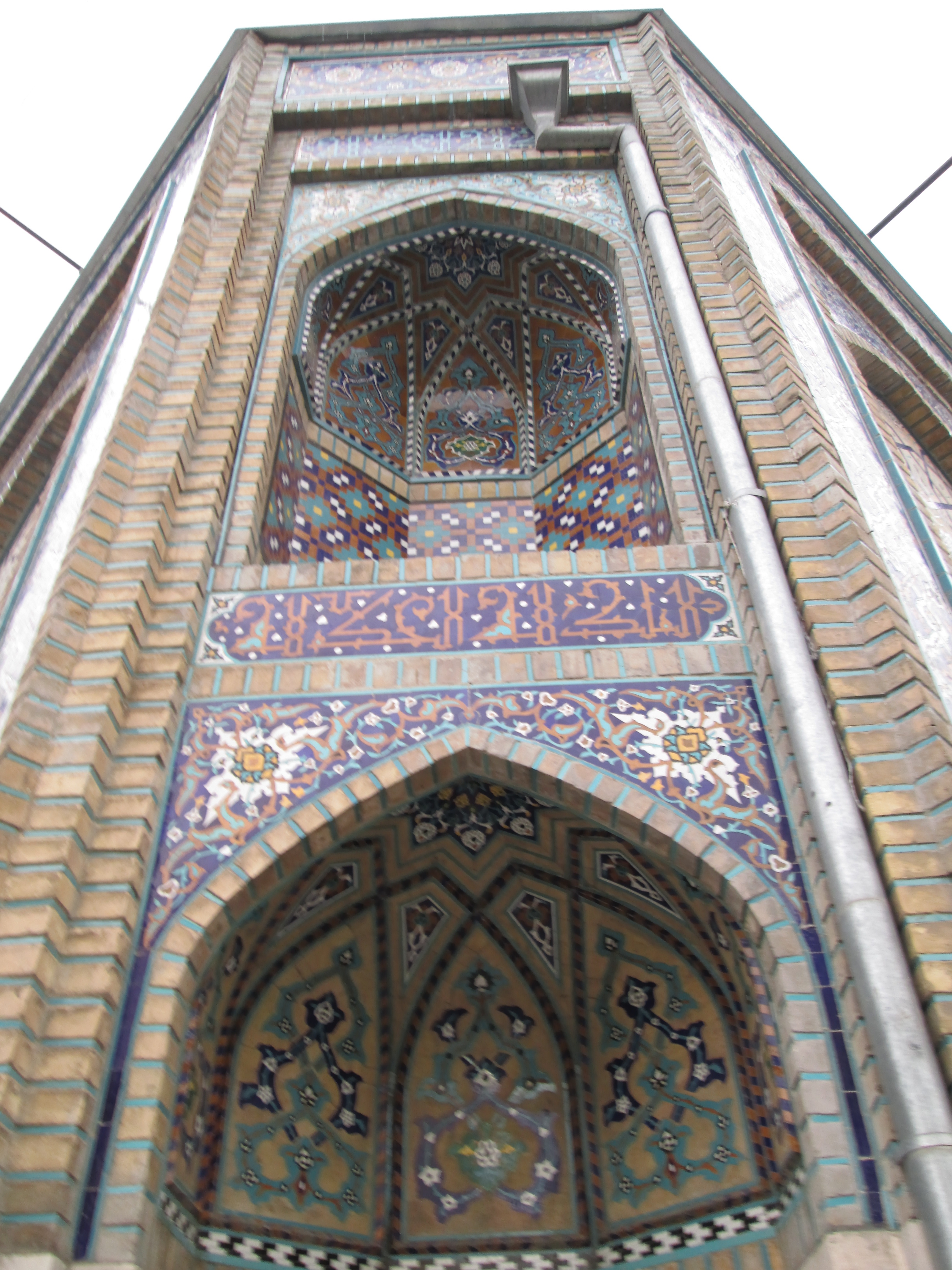
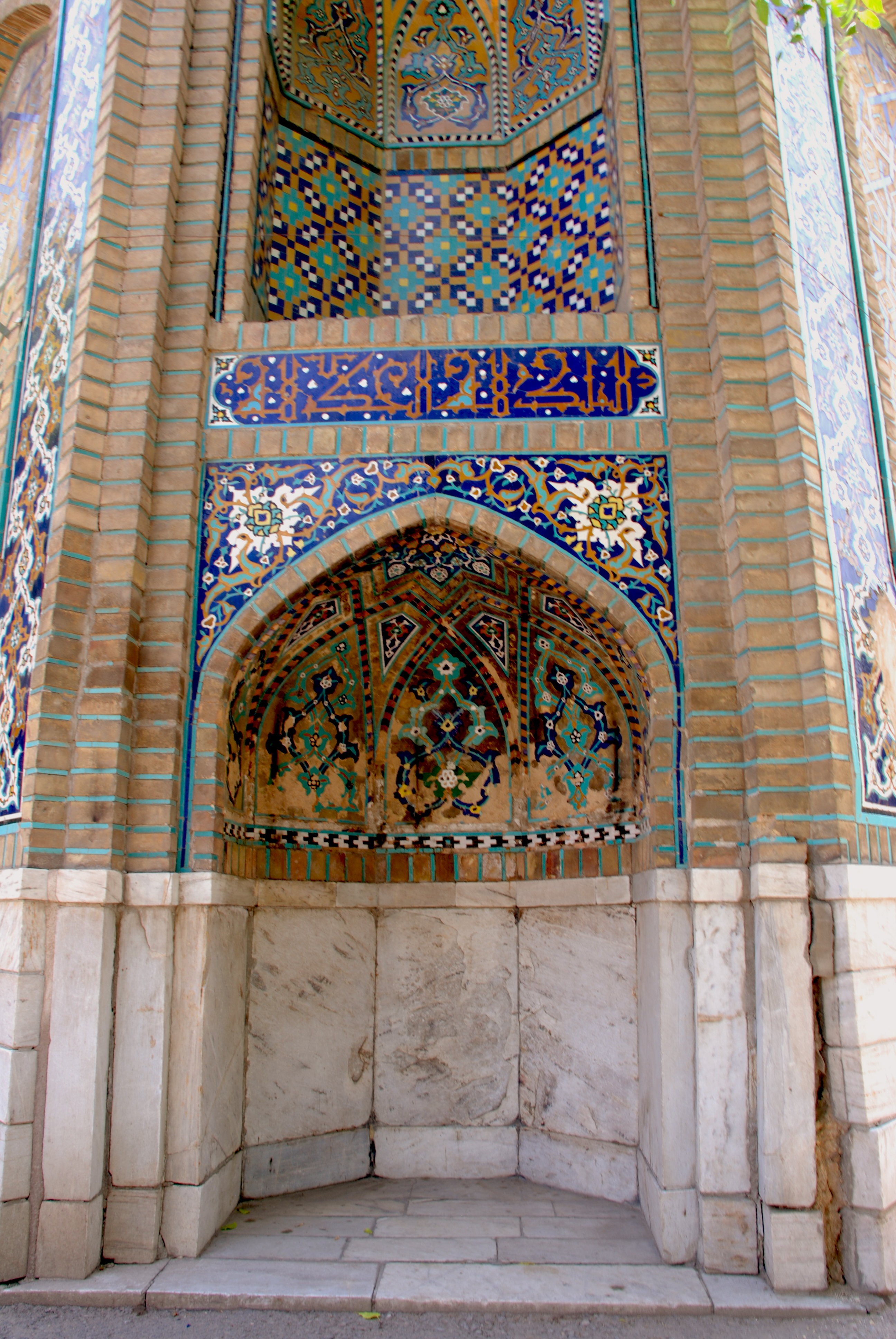